# Walliser Raclette Hobelkäse
| Walliser Raclette Hobelkäse GUB / AOP | Walliser Raclette Hobelkäse GUB / AOP                     |
| ------------------------------------- | --------------------------------------------------------- |
|                                       |                                                           |
| Herkunft                              | Schweiz (Kanton Wallis)                                   |
| Milch                                 | Kuh / Vollmilch                                           |
| Behandlung                            | Rohmilch                                                  |
| Käsegruppe                            | Extrahartkäse                                             |
| Salzgehalt                            | 1,2–2,2 %                                                 |
| Wassergehalt im fettfreien Käse       | bis 500 g/kg wff                                          |
| Fettgehalt                            | mindestens 500 g/kg Fett i.T., maximal 549 g/kg Fett i.T. |
| Mass                                  | radförmig, 29–32 cm Durchmesser, 4–5 cm Höhe              |
| Gewicht                               | 3,3–5 kg                                                  |
| Reifezeit                             | 12–14 Monate                                              |
| Zertifizierung                        | GUB / AOP seit 3. November 2003                           |

Der Walliser Raclette Hobelkäse, kurz Walliser Hobelkäse, ist ein extra-harter Vollfettkäse aus der Schweiz. Im Zusammenhang mit der Ursprungsbezeichnung Walliser Raclette ist die Spezifizierung «Hobelkäse» ebenfalls geschützt (geschützte Ursprungsbezeichnung (GUB) bzw. französisch appellation d’origine protégée (AOP)).

## Eigenschaften
Walliser Raclette-Hobelkäse wird in flachen und runden Käselaiben von 29 bis 32 cm Durchmesser, mit gerader, nicht konkaver Järbseite, regelmässiger Höhe von 4 bis 5 cm und einem Gewicht von 3,3 bis 5 kg hergestellt. Die Textur des Teigs ist fest, hart und leicht brüchig, wobei der Teig keine oder nur spärliche, kleine Löcher von maximal 2 bis 3 mm im Durchmesser aufweist. Der Wassergehalt im fettfreien Walliser Raclette Hobelkäse beträgt bis 500 g/kg wff.

## Herstellung
Vgl. Walliser Raclette

## Reifung
Die minimale Reifungsdauer des Walliser Raclette Hobelkäses beträgt nach dem Salzen 12 Monate bei einer Temperatur von 4 bis 14 °C und bei einer relativen Luftfeuchtigkeit von 70 bis 80 %.
Die Käse werden dabei auf rohen Rottannen-Brettern gelagert, die regelmässig gewaschen und getrocknet werden, wobei die Käselaibe laufend gewendet und mit einer weichen Bürste geschmiert werden. Bei einem Alter von 3 bis 4 Monaten werden die Käse je nach Reifungsgrad für ca. 25 bis 30 Minuten in ein Wasserbad gelegt, wobei die Wassertemperatur 22 C bis 25 °C beträgt. Anschliessend wird die Rindenschmiere mechanisch oder manuell abgebürstet. Nach einer Trocknungszeit von 12 Stunden werden die Käse mit einem Gemisch aus 2/3 Pflanzenöl und 1/3 gewürztem Tafelessig eingerieben. Nach einer weiteren Trocknungszeit werden die Käse in Spezialgestellen aufrecht gelagert.